# Vidriado a la sal

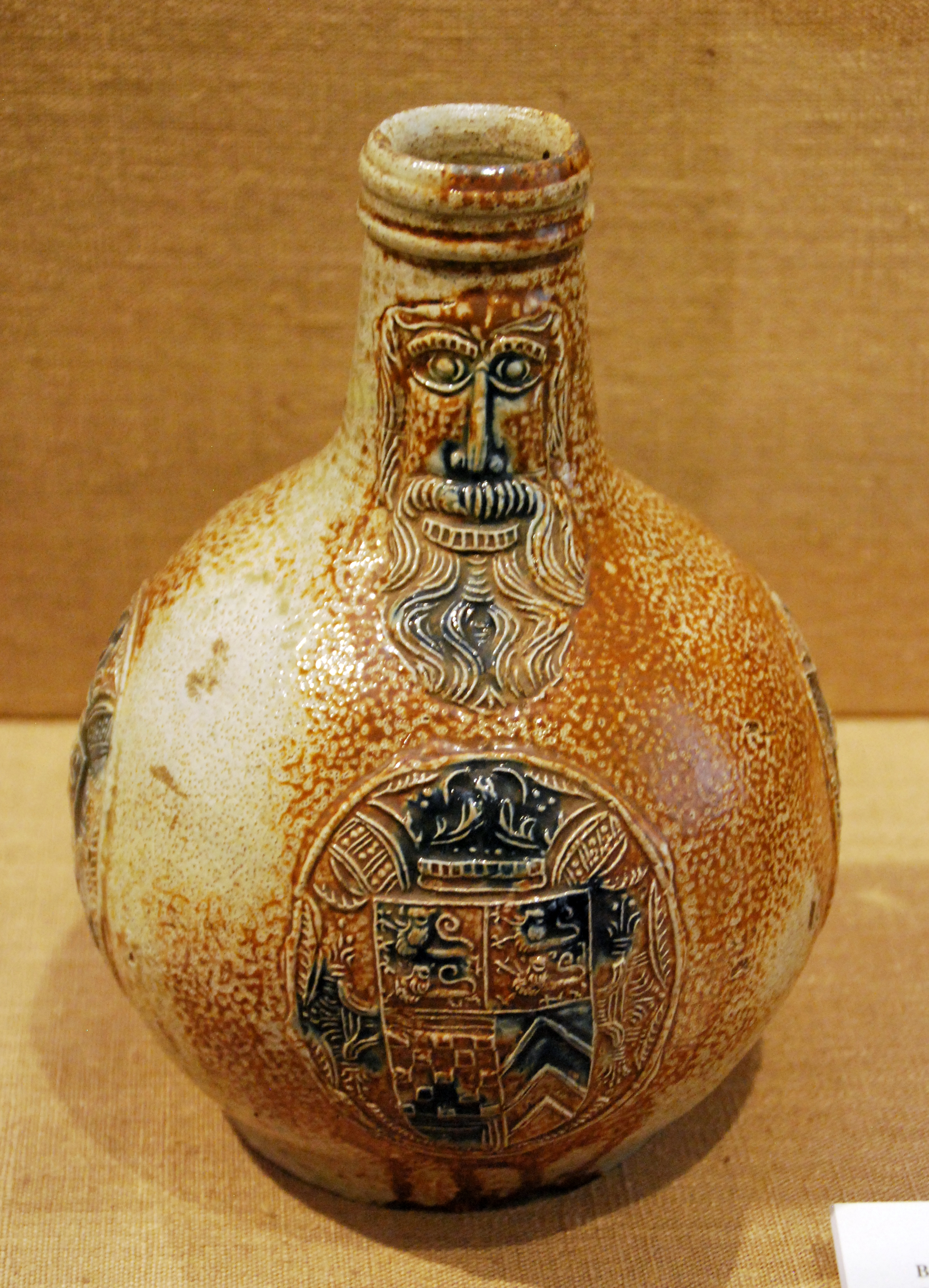
Jarra alemana Bartmann, siglo XVII

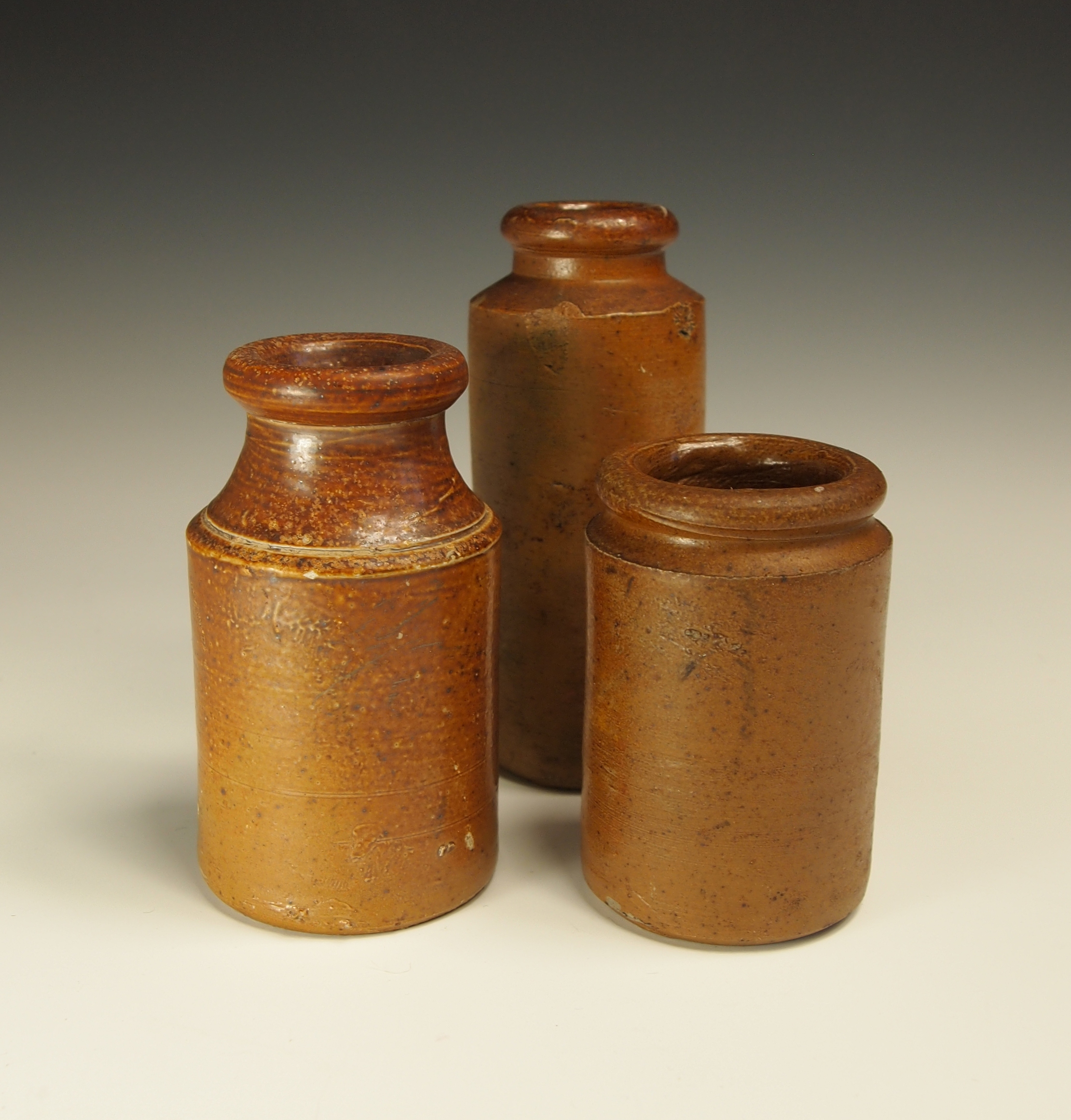
Vasos vidriados a la sal

La cerámica vidriada a la sal o vidriada con sal es cerámica, generalmente de gres, con un vidriado de textura brillante, translúcida y ligeramente similar al efecto piel de naranja que se forma añadiendo sal común en el horno durante la fase de la cocción donde se alcanza la temperatura más alta en el horno. El sodio de la sal reacciona con la sílice en el cuerpo de arcilla para formar una capa vítrea de silicato de sodio. El esmalte puede ser incoloro o puede tener varios tonos de marrón (de óxido de hierro), azul (de óxido de cobalto) o púrpura (de óxido de manganeso).
Excepto por su uso por parte de algunos artistas ceramistas, el proceso es obsoleto. Antes de su desaparición, debido a las restricciones medioambientales, se utilizó por última vez en la fabricación de tuberías de alcantarillado esmaltadas con sal. La única alfarería comercial del Reino Unido autorizada en la actualidad para producir cerámica de esmalte salino es Errington Reay, de Bardon Mill, en Northumberland, fundada en 1878.

## Historia

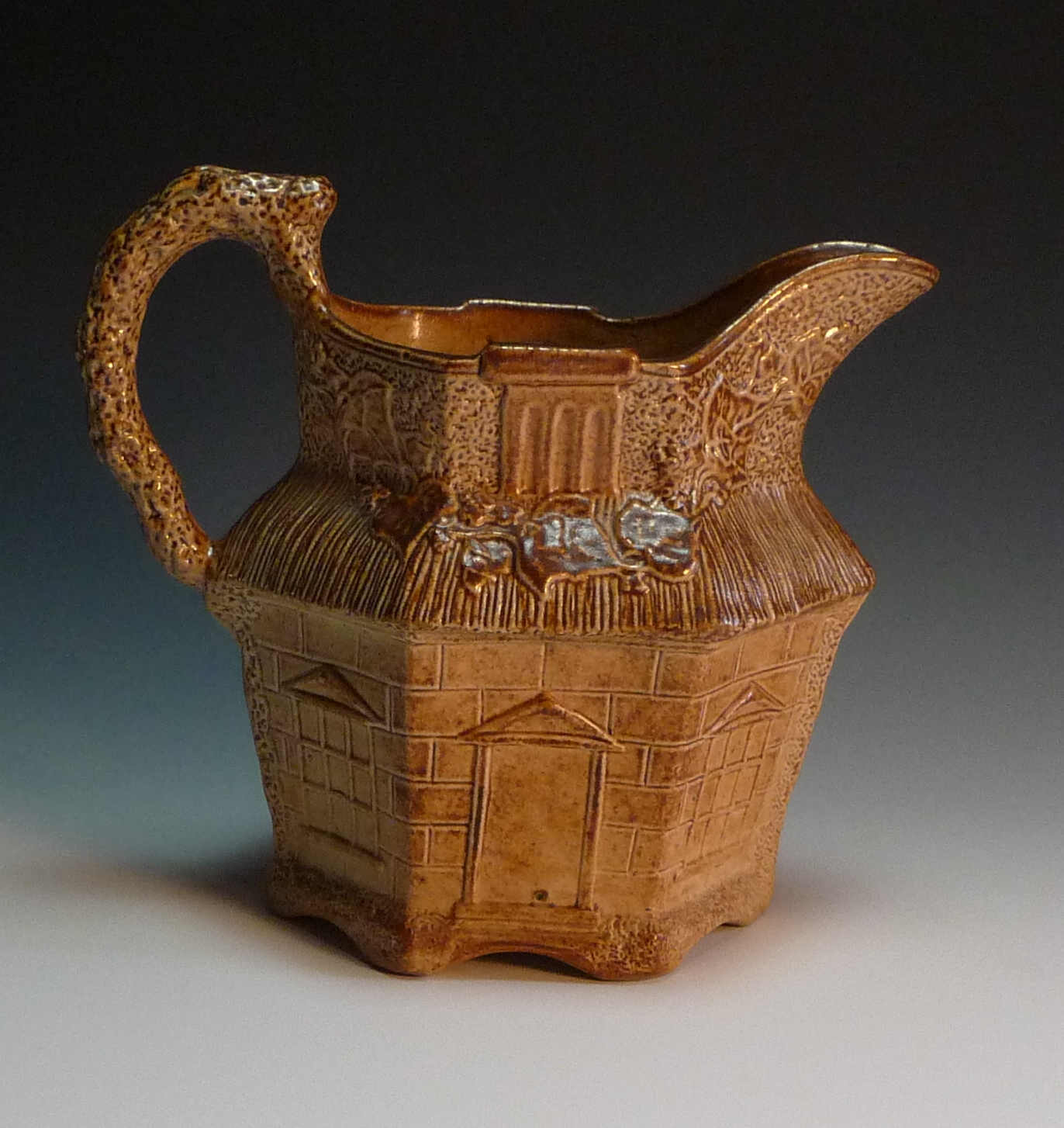
Jarra vidriada a la sal, siglo XIX

La producción más antigua conocida de gres vidriado a la sal fue en Renania, alrededor de 1400.Esta fue la única innovación significativa en la cerámica de la Edad Media europea. Inicialmente, el proceso se realizada sobre loza. En el siglo XV, las pequeñas ciudades alfareras de Westerwald, incluidas Höhr-Grenzhausen, Siegburg, Köln y Raeren en Flandes, producían gres vidriado a la sal, representado por la jarra Berlamina como producto típico. En el siglo XVII, el esmalte a la sal ganó popularidad en Inglaterra y en la América colonial. La cerámica de Westerwald se caracterizaba por medallones estampados y el uso de un pigmento a base de óxido de cobalto para la decoración. La producción de cerámica de esmalte salino en Westerwald cesó por motivos de tipo medioambiental en 1983.
En el Reino Unido, durante los siglos XVII y XVIII, se producía gres vidriado a la sal de alta calidad en Derbyshire, Nottinghamshire, Londres y Staffordshire. Esta cerámica también fue popular en América del Norte desde principios del siglo XVII hasta principios del siglo XIX, de hecho, fue la cerámica de uso doméstico dominante durante el siglo XIX. Aunque su fabricación en América aumentó desde la primera fecha de producción, la década de 1720 en Yorktown, se importaron cantidades significativas de Gran Bretaña hasta mediados del siglo XIX.
Durante el siglo XX, Bernard Leach promovió esta técnica desde su taller. En la década de 1950, se introdujo en la cerámica artesanal japonesa a través de la asociación de Leach con Shōji Hamada. Don Reitz introdujo el vidriado salino en el plan de estudios de la Universidad Alfred de Nueva York en 1959, y posteriormente se extendió a otras universidades estadounidenses con programas de arte cerámico.
Debido a la preocupación por la cantidad significativa de contaminación del aire resultante del procesolas restricciones medioambientales  provocaron la desaparición del uso generalizado del esmaltado salino. Se usó por última vez a gran escala para la producción de colectores vidriados a la sal, y aparte del uso limitado por parte de algunos ceramistas, el proceso es obsoleto, aunque hay informes de que su uso continua en la fabricación de  tuberías de alcantarillado en India.

### Gres inglés esmaltado a la sal
La producción experimental de gres comenzó en Inglaterra en la segunda mitad del siglo XVII. Las primeras pruebas se han datado entre 1650 y 1700 en el emplazamiento de un horno en Woolwich Ferry, Londres. Su similitud con los productos alemanes de la misma época ha llevado a atribuirlos a alfareros inmigrantes.
John Dwight  fue un importante fabricante inglés de cerámica de esmalte salino en la Fulham Pottery, que fundó en 1672. En una petición de patente similar, que le fue concedida en 1671, afirmaba también haber "descubierto el misterio de la loza transparente conocida comúnmente con el nombre de porcelana o loza china y persa".

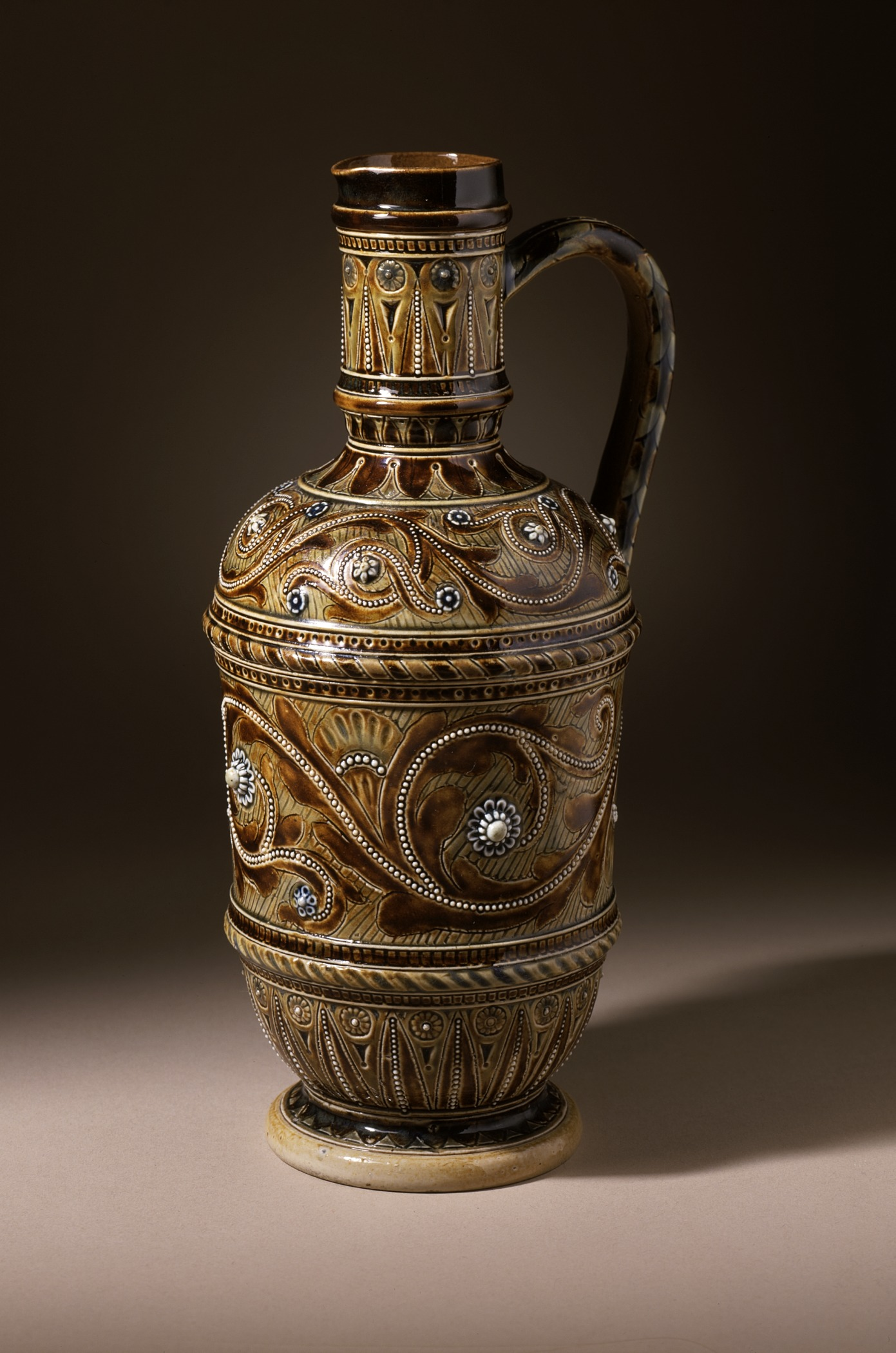
Jarra vidriada a la sal de Doulton. Inglaterra, 1875

En la década de 1800, Lambeth, en Londres, se había convertido en un importante centro de producción de gres vidriado a la sal, especialmente tras la fundación de Doulton and Watts Pottery, que más tarde se convertiría en Royal Doulton. La empresa se fundó en 1815, cuando John Doulton se asoció con la propietaria, Martha Jones, y el capataz, John Watts, de una alfarería ya existente en Lambeth. Al principio, la fábrica se especializó en gres utilitario esmaltado a la sal, similar al producido por las fábricas de Fulham. Durante las décadas de 1830 y 1840, Doultons produjo cantidades considerables de colectores a raíz de que Sir Edwin Chadwick abogara por la mejora de las condiciones sanitarias. Doultons también fue uno de los primeros fabricantes de aisladores eléctricos, inicialmente utilizando gres vidriado salino y para los sistemas de telégrafo eléctrico. Además, alrededor de 1830, comenzaron la producción de vasijas de gres con esmalte a la sal, valoradas por su resistencia a los ácidos, para las industrias químicas emergentes. Desde la década de 1850, el gres decorativo de Doulton & Co., producido en asociación con la cercana Lambeth School of Art, obtuvo un gran éxito en varias exposiciones internacionales, incluida la Gran Exposición de Londres en 1851, la Exposición Universal de Filadelfia en 1876 y también en la Exposición Mundial Colombina  celebrada en Chicago en 1893. Sus productos decorativos de vidriado a la sal se conocieron como 'Doulton Ware'. En 1890, su gres decorativo tuvo tanto éxito que 350 diseñadores y artistas trabajaron en la fábrica de Lambeth, incluido el famoso George Tinworth. La fábrica Lambeth de Doulton cerró en 1956, debido en gran parte a las nuevas regulaciones de medioambiente que prohibían la producción de esta técnica en el entorno urbano. La producción, pero no el esmaltado salino, se trasladó a su fábrica en Burslem, que se había establecido en 1877.
Otras fábricas de cerámica de gres también operaron en Lambeth entre mediados de los siglos XVIII y XIX, incluyendo James Stiff and Sons y Stephen Green's Imperial pottery. El primero comenzó su carrera en Doulton en 1830, antes de abrir su propia fábrica en 1843.

### Nuevo Mundo

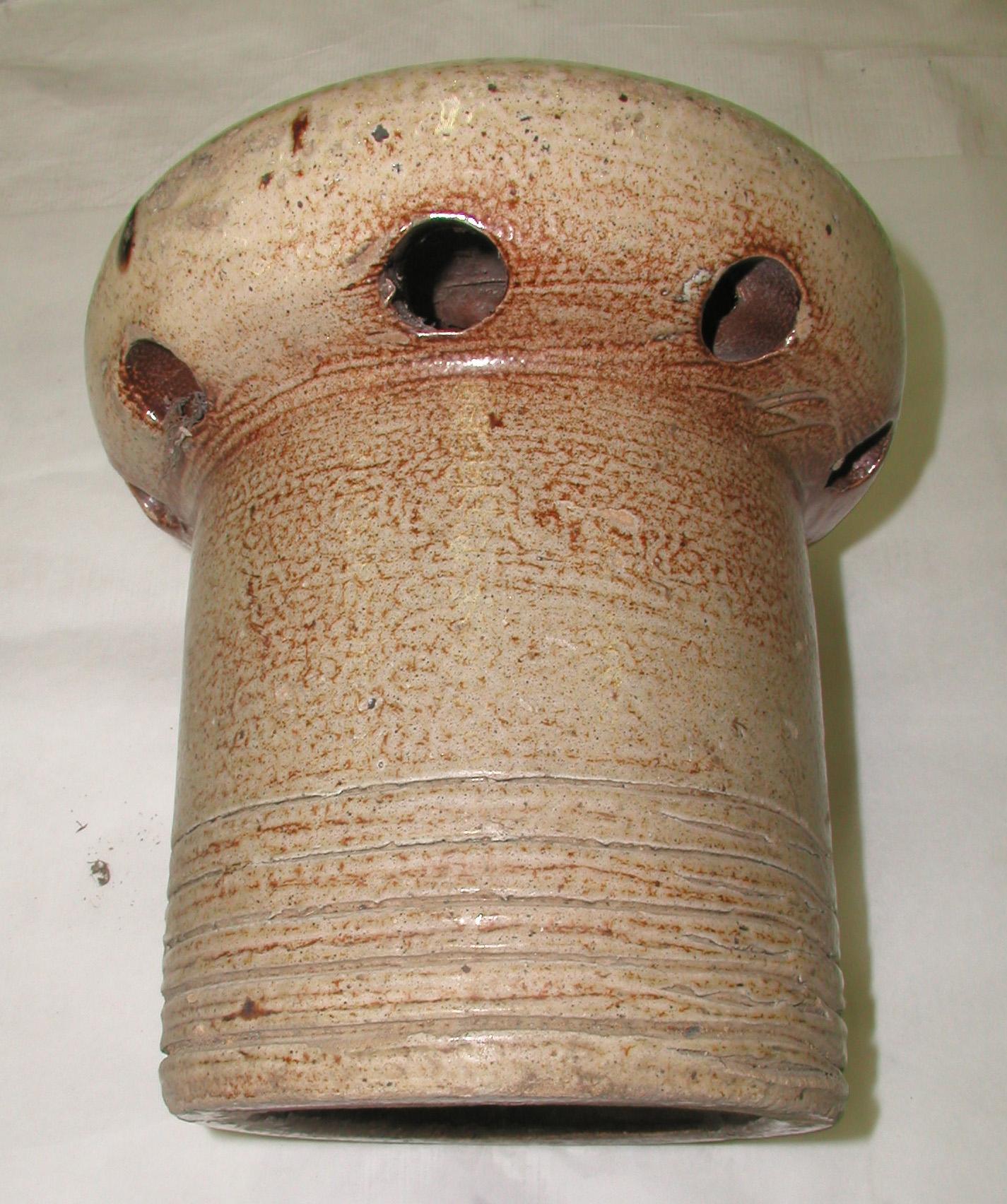
Colector esmaltado a la sal. Nueva Zelanda, 1910-1936

Una de las primeras alfarerías en los EE. UU. estaba en Bean Hill en Norwich, Connecticut. Fabricaron loza de barro vidriado con sal de color marrón amarillento. Según una leyenda local bastante dudosa, su técnica de vidriado a la sal fue descubierta alrededor de 1680 por un sirviente. Había una vasija de barro en el fuego con salmuera para curar el cerdo salado. Mientras el sirviente estaba fuera, la salmuera se desbordó, la olla se puso al rojo vivo y se encontró que los lados estaban vidriados. Un alfarero local utilizó el descubrimiento y se estableció el vidriado con sal.
La producción más antigua de este tipo de cerámica en Australia data de 1850-1883.

## Proceso

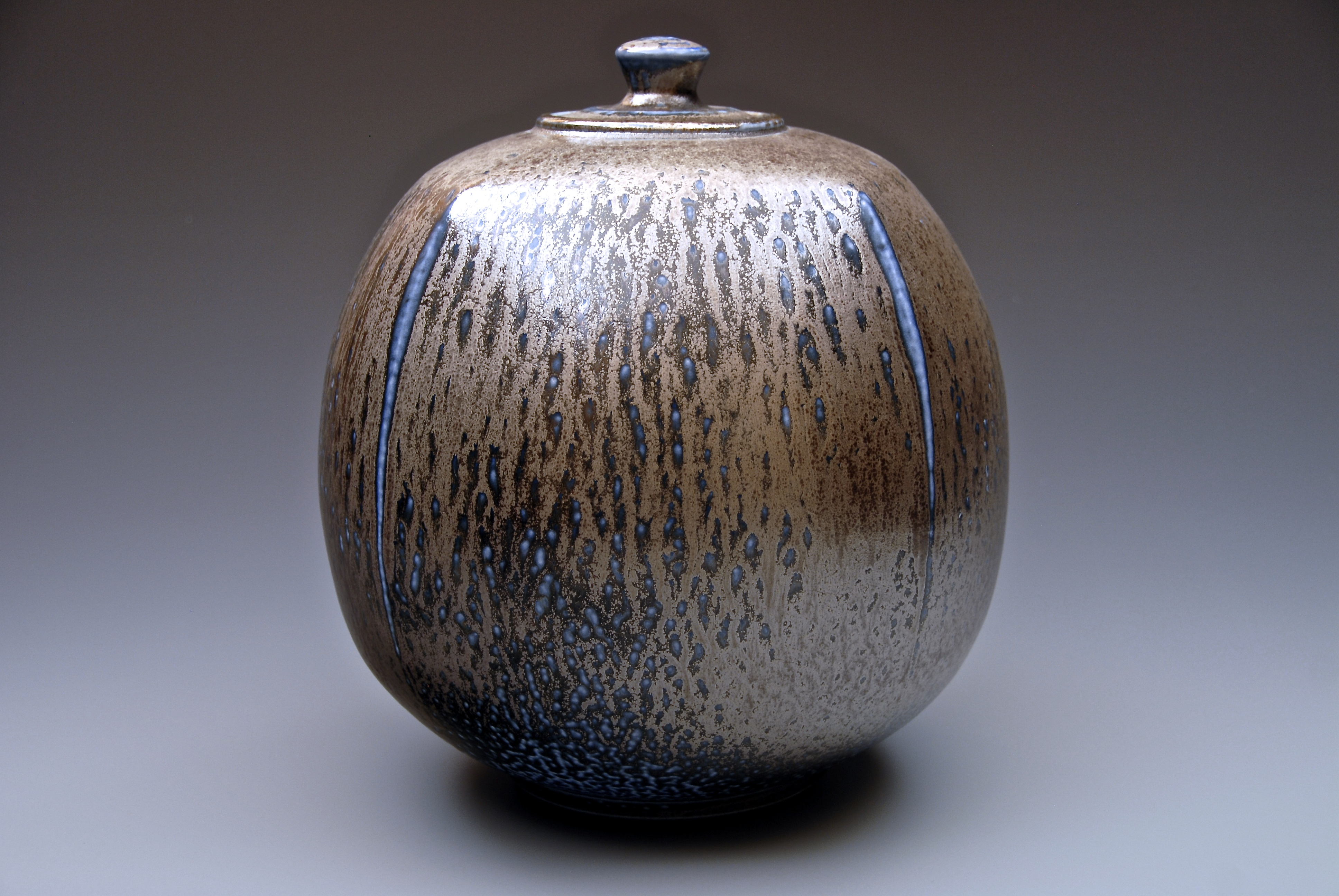
Pieza moderna de porcelana esmaltada a la sal

El vidriado a la sal se forma sobre el cuerpo sin vidriar por reacción de la sal común con las materias constituyentes del cuerpo de arcilla, particularmente sílice, hacia el final de la cocción. Idealmente, la base de arcilla debería ser más rica en sílice que el gres normal, y las impurezas de hierro pueden ayudar a producir buenos esmaltes. Puede emplearse una atmósfera de reducción ya que los silicatos de hierro reducidos son fundentes muy potentes.
La mezcla de salazón de cloruro de sodio y agua se introduce en el horno cuando se alcanza la temperatura adecuada, normalmente alrededor de 900°C, o se puede colocar sal dentro del horno antes de la cocción. A medida que el horno alcanza temperaturas más altas, normalmente entre 1100 y 1200 °C, el cloruro de sodio se vaporiza y reacciona con el vapor para formar cloruro de hidrógeno y sosa. Estos vapores reaccionan con la sílice y con otros componentes del soporte. Se forma un vidriado con un contenido de alúmina bastante alto (0,6 partes moleculares) y un contenido de sílice relativamente bajo (2,6 partes moleculares), y en el que la base principal es la sosa. Los glaseados de sal se han mejorado mediante la adición de bórax y, a veces, nitrato de sodio a la mezcla de salazón. Se pueden incorporar óxidos colorantes en la mezcla para obtener efectos decorativos, como una especie de glaseado de aventurina.
Los vapores de sal en una atmósfera de combustión reaccionan de la siguiente manera:
2NaCl + 2H2O → 2NaOH + 2HCl
2NaOH → Na2O + H2O
En las cocciones con carbonato sódico la reacción es un poco más directa, ya que no requiere la presencia de vapor de agua:
Na2CO3 → Na2O + CO2
Tanto el cloruro de hidrógeno como el dióxido de carbono son gases, no reaccionan con el óxido de sodio que se une con la sílice y otros componentes del cuerpo de arcilla. El cloruro de hidrógeno que sale del horno formará un vapor de ácido clorhídrico al entrar en contacto con la humedad del aire o los gases de escape del horno. Cualquier óxido de sodio restante formará sal al reaccionar con el vapor de ácido clorhídrico. El óxido de sodio (Na2O) reacciona con la alúmina y la sílice de la base de arcilla para formar un vidriado de aluminosilicato de sodio. La reacción general se muestra a continuación, con los valores de x e y que varían según las cantidades de óxido de sodio, alúmina y sílice que componen el vidriado:
Na2O + SiO 2 + Al 2 O 3 ·(SiO2) 2 → (Na2O)x ·Al2 O3 ·(SiO 2 )y
La sal también puede utilizarse como elemento decorativo en determinadas vasijas. Las piezas bizcochadas pueden impregnarse en una solución de salmuera para crear diseños. También se pueden empapar cuerdas y otros tejidos en salmuera y envolverlos con ellos. Se puede añadir sal disuelta a los engobes y espolvorearla sobre las piezas de bizcocho en recipientes cerámicos protectores llamados gacetas. Una técnica afín, la cocción con carbonato sódico, sustituye la sal común por carbonato sódico y/o bicarbonato sódico. Aunque el método de aplicación es un poco diferente, ya que deben pulverizarse en el horno, los resultados son similares a los del esmaltado con sal, con sutiles diferencias de textura y color.